# 9. únor
9. únor je 40. den roku podle gregoriánského kalendáře. Do konce roku zbývá 325 dní (326 v přestupném roce). Svátek má Apolena.

## Události

### Česko
- 1003 – Krvavý hodokvas na Vyšehradě, pomsta Boleslava III. Vršovcům.
- 1993 – Vznikla politická strana Česká strana sociálně demokratická, přejmenováním Československé sociální demokracie. Prvním předsedou se stal Miloš Zeman.
- 2001 – Parlament zvolil prozatímním generálním ředitelem České televize Jiřího Balvína.

### Svět
- 1621 – Alexander Ludovisi jako Řehoř XV. se stal posledním papežem zvoleným aklamací.
- 1654 – Anglo-španělská válka: Španělé dobyli Francouzi drženou Fort Rocher na Tortuze a celou kolonii vyhladili a vypálili.
- 1822 – Haiti napadlo nově vzniklou Dominikánskou republiku.
- 1895 – William G. Morgan z YMCA v Massachusetts poprvé představil volejbal.
- 1900 – Byla založena tenisová soutěž Davis Cup.
- 1920 – Byla uzavřena Špicberská dohoda, která přiznává Norsku svrchovanost nad Špicberky.
- 1943 – Druhá světová válka: v Tichomoří skončila vítězstvím Spojenců bitva o Guadalcanal.
- 1959 – V SSSR byla do výzbroje zavedena balistická raketa R-7.
- 1971 – Program Apollo: Apollo 14 po třetím pilotovaném přistání na Měsíci úspěšně přistálo na Zemi.
- 1975 – Sovětská kosmická loď Sojuz 17 úspěšně přistála na Zemi.

## Narození

### Česko

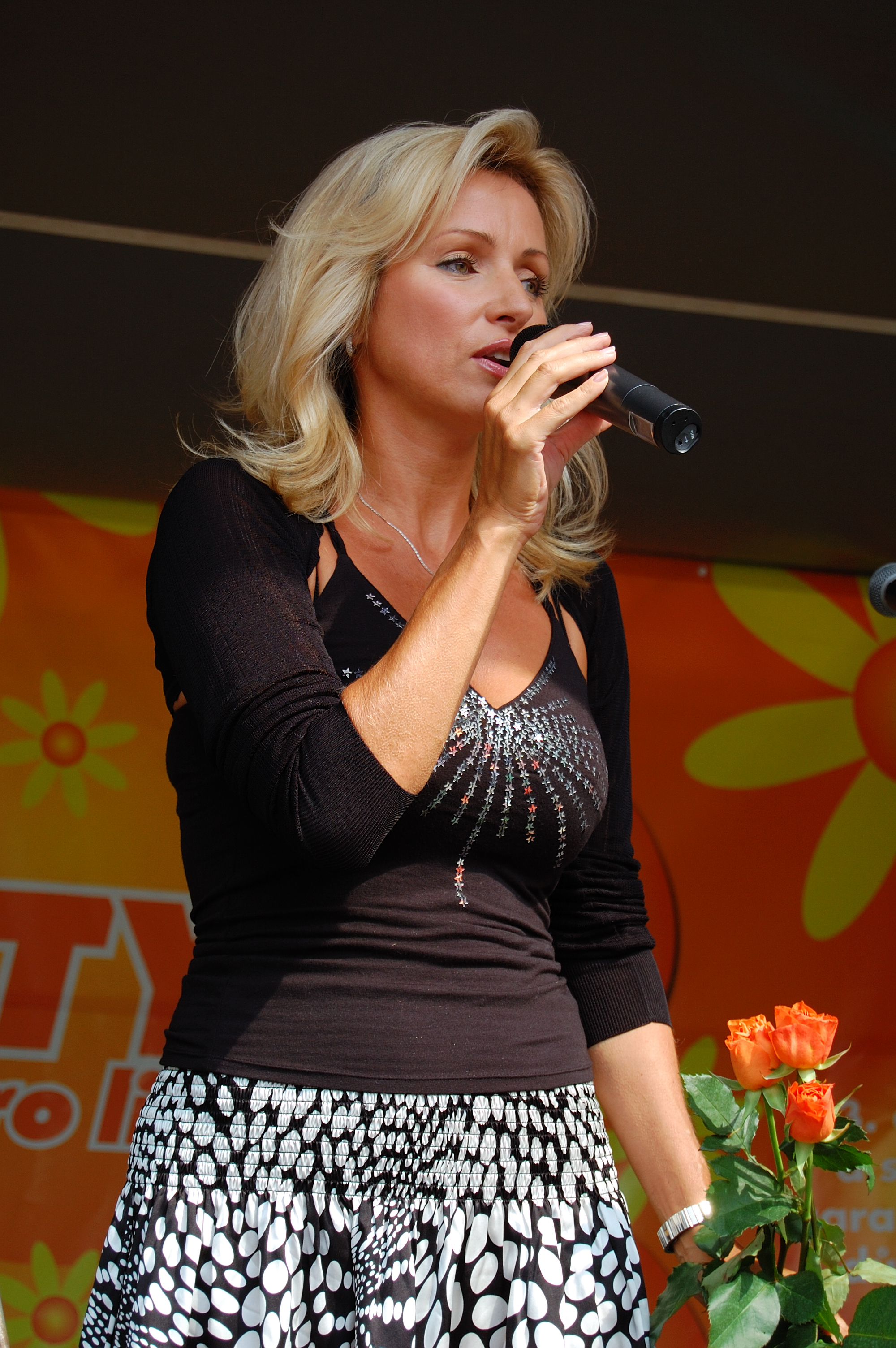
Kateřina Brožová (* 1968)

- 1323 – Markéta Brabantská, flanderská hraběnka († 1380)
- 1708 – Václav Jan Kopřiva, hudební skladatel a varhaník († 7. června 1789)
- 1756 – Karel Blažej Kopřiva, český hudební skladatel a varhaník († 15. května 1785)
- 1798 – Josef Pfeifer, duchovní a národní buditel († 21. ledna 1862)
- 1800 – Josef Führich, česko-rakouský malíř († 13. března 1876)
- 1812 – Josef Jiří Kolár, český herec, režisér, překladatel, spisovatel († 31. ledna 1896)
- 1838 – Josef Ladislav Turnovský, český spisovatel, dramatik, novinář († 8. února 1901)
- 1845 – Josef Schaniak, český architekt († 7. března 1905)
- 1848 – Jan Sedláček, architekt a spisovatel († 31. srpna 1916)
- 1856 – Helena Veverková-Winandová, divadelní herečka († 22. března 1883)
- 1864 – Jan Máchal, legionář a sokolský funkcionář († 15. října 1924)
- 1873
  - Josef Florian, literát, vydavatel a překladatel († 29. prosince 1941)
  - Jano Köhler, český malíř († 20. ledna 1941)
- 1874 – Vsevolod Emiljevič Mejerchold, ruský avantgardní režisér,(† 2. února 1940)
- 1877 – Libuše Baudyšová, česká spisovatelka († 27. dubna 1954)
- 1883 – Josef Pilnáček, moravský historik a genealog († 21. února 1952)
- 1902 – Stanislav Rolínek, český sochař († 11. července 1931)
- 1905
  - František M. Hník, teolog, sociolog, biskup Církve československé (husitské) († 28. dubna 1962)
  - Josef Kratochvíl, československý fotbalový reprezentant († 8. července 1984)
- 1908 – Ferdinand Pečenka, kameraman († 3. října 1959)
- 1912 – Rudolf Vytlačil, fotbalista a reprezentační trenér († 1. června 1977)
- 1928 – Jiří Brady, kanadský podnikatel, pamětník holokaustu († 12. ledna 2019)
- 1929
  - Stanislav Titzl, hudební publicista a jazzový hudebník († 15. srpna 1990)
  - Zoe Hauptová, česká slavistka († 23. ledna 2012)
- 1930
  - Zdeněk Hoření, šéfredaktor Rudého práva a politik
  - Pavel Schmidt, československý skifař, olympijský vítěz († 14. srpna 2001)
- 1931
  - Mojmír Preclík, sochař, keramik, restaurátor a fotograf († 16. srpna 2001)
  - Josef Masopust, československý fotbalový reprezentant († 29. června 2015)
- 1932
  - Jiří Javorský, československý tenista († 16. září 2002)
  - Otto Trefný, zdravotník československé hokejové reprezentace († 2. března 2019)
- 1934 – Pavel Verner, český hobojista
- 1937 – Jan Jíra, český herec a producent
- 1938 – Jaroslav Svoboda, sklářský výtvarník, podnikatel a politik
- 1942 – Miloš Štědroň, český hudební skladatel, hudební vědec a pedagog
- 1946 – Luboš Holeček, studentský vůdce
- 1947 – Tomáš Krystlík, česko-německý spisovatel a žurnalista († 30. prosince 2022)
- 1948 – Jan P. Kučera, historik, operní dramaturg Národního divadla, překladatel
- 1954 – Vladimír Liščák, český sinolog
- 1956 – Milan Jablonský, textař, básník, publicista
- 1960
  - Jiří Trávníček, literární teoretik, historik a kritik
  - Jan Haubert, básník, spisovatel, textař a zpěvák
- 1961 – Zdeněk Kaláb, volejbalista
- 1966 – Josef Maršál, český herec, moderátor, reportér a novinář
- 1968 – Kateřina Brožová, česká herečka, zpěvačka a moderátorka
- 1981 – Jarmila Jurkovičová, atletka, oštěpařka
- 1995 – Anika Apostalon, česko-americká plavkyně

### Svět

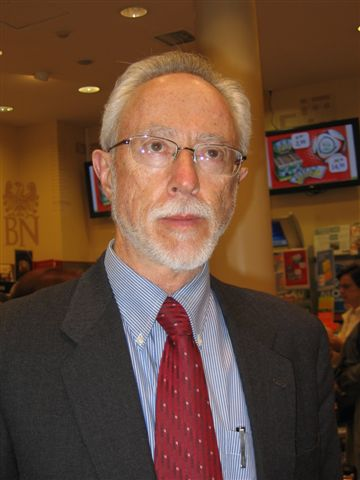
John Maxwell Coetzee (* 1940)

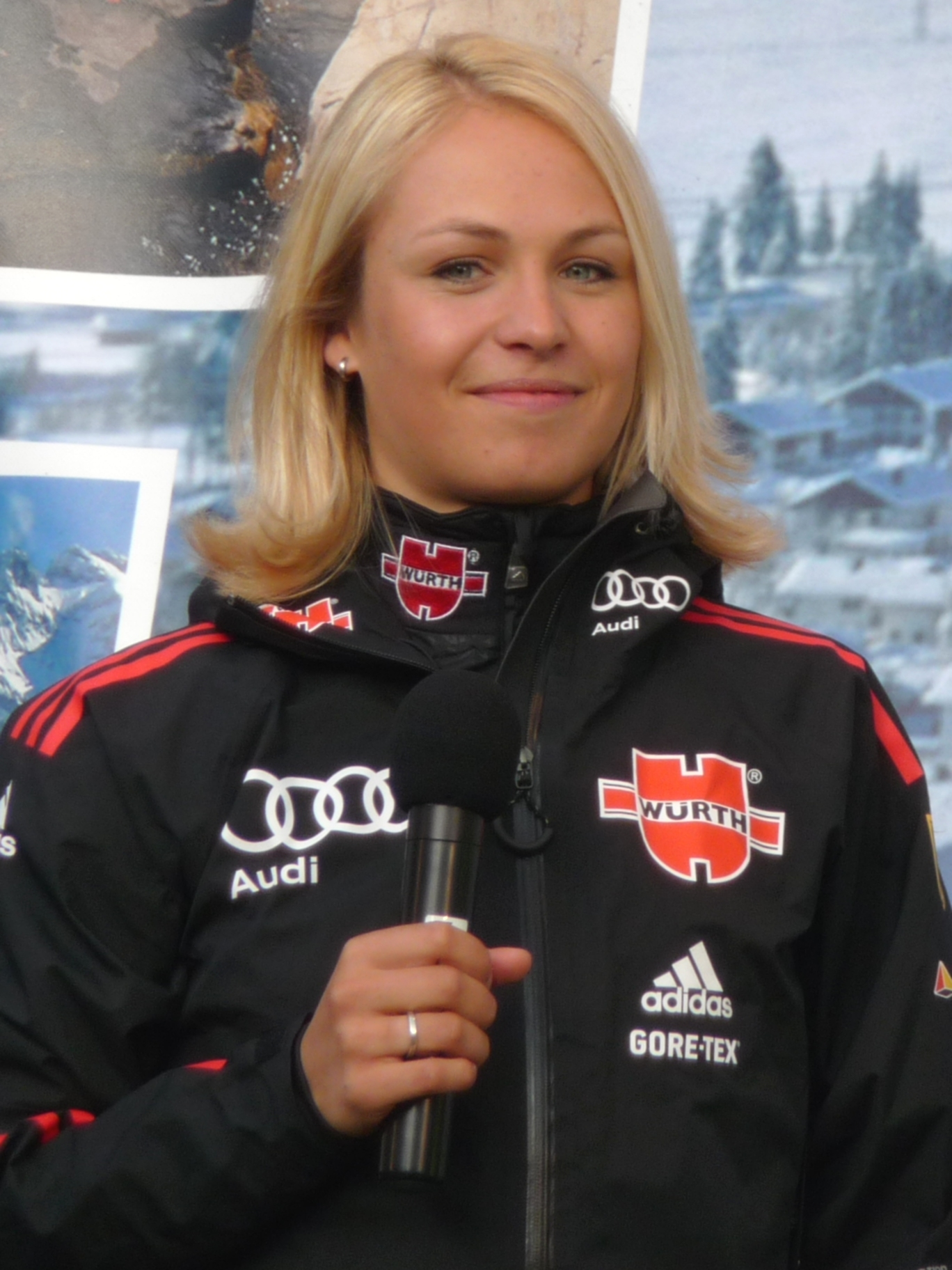
Magdalena Neunerová (* 1987)

- 1060 – Honorius II., 163. papež († 13. února 1130)
- 1420 – Dorotea Braniborská, meklenburská vévodkyně a braniborská princezna († 19. ledna 1491)
- 1699 – Étienne Jeaurat, francouzský malíř († 4. prosince 1789)
- 1700 – Daniel Bernoulli, nizozemský matematik († 17. března 1782)
- 1737 – Thomas Paine, anglický revolucionář a filosof († 8. června 1809)
- 1770 – Ferdinando Carulli, italský kytarista a skladatel († 17. února 1841)
- 1773 – William Henry Harrison, americký prezident († 4. dubna 1841)
- 1781 – Johann Baptist von Spix, německý zoolog, přírodovědec a cestovatel v Jižní Americe († 14. března 1826)
- 1783 – Vasilij Andrejevič Žukovskij, ruský básník († 24. dubna 1852)
- 1789 – Franz Xaver Gabelsberger, německý vynálezce těsnopisu († 4. ledna 1849)
- 1791 – Jean Cruveilhier, francouzský anatom († 10. března 1874)
- 1796 – Samuel Jurkovič, slovenský učitel a propagátor družstevnictví († 13. července 1873)
- 1802 – Étienne Arago, francouzský spisovatel a politik († 7. března 1892)
- 1830 – Abdulaziz, turecký sultán († 4. června 1876)
- 1834 – Kamehameha IV., havajský král († 30. listopadu 1863)
- 1838 – Sir John Benjamin Stone, britský politik a fotograf († 2. července 1914)
- 1846
  - Wilhelm Maybach, německý konstruktér automobilů († 29. prosince 1929)
  - Arthur Batut, francouzský fotograf († 19. ledna 1918)
- 1865 – Wilson Bentley, americký fotograf sněhových vloček († 23. prosince 1931)
- 1867 – Sóseki Nacume, japonský spisovatel, básník, literární teoretik († 9. prosince 1916)
- 1868 – Paul Reusch, německý průmyslník († 21. prosince 1956)
- 1871 – Fran Saleški Finžgar, slovinský kněz a spisovatel († 2. června 1962)
- 1877 – Hermann Föttinger, německý elektroinženýr a vynálezce († 28. dubna 1945)
- 1884 – Josep Carner, katalánský básník, novinář a dramatik († 4. června 1970)
- 1885 – Alban Berg, rakouský hudební skladatel († 24. prosince 1935)
- 1887 – Vasilij Ivanovič Čapajev, legendární hrdina občanské války v Rusku († 5. září 1919)
- 1886 – Márún Abbúd, libanonský  spisovatel († 3. června 1962)
- 1890 – Jacobus Johannes Pieter Oud, nizozemský architekt († 5. dubna 1963)
- 1891 – Ronald Colman, britský herec († 19. května 1958)
- 1892 – Eduard Nécsey, nitranský sídelní biskup († 19. června 1968)
- 1902 – Léon M'ba, 1. prezident Gabonu († 28. listopadu 1967)
- 1905
  - Lord Burghley, britský politik, atlet a sportovní funkcionář († 22. října 1981)
  - Adolf Erik Ehrnrooth, finský generál († 26. února 2004)
- 1909
  - Carmen Miranda, portugalská tanečnice, zpěvačka a herečka († 5. srpna 1955)
  - Dean Rusk, americký politik, ministr zahraničních věcí USA († 20. prosince 1994)
- 1914 – Ernest Tubb, americký zpěvák a skladatel († 6. září 1984)
- 1916 – John Lintner, americký ekonom († 8. června 1983)
- 1920 – Stefan Dičev, bulharský novinář a spisovatel († 27. ledna 1996)
- 1922
  - Arnold Keyserling, německý filosof a teolog († 7. září 2005)
  - Jaroslav Zýka, chemik a spisovatel žánru science fiction
- 1923 – André Gorz, francouzský sociální filozof († 22. září 2007)
- 1924 – George Guest, velšský varhaník († 20. listopadu 2002)
- 1926
  - Josip Vrhovec, chorvatský politik, ministr zahraničí SFRJ († 15. února 2006)
  - Garret FitzGerald, premiér Irska († 19. května 2011)
- 1928
  - Frank Frazetta, americký malíř a ilustrátor († 10. května 2010)
  - Franz Crass, německý operní pěvec – bas († 23. červen 2012)
  - Herman Pieter de Boer, nizozemský spisovatel († 1. ledna 2014)
- 1931 – Thomas Bernhard, rakouský spisovatel a dramatik († 12. února 1989)
- 1932 – Gerhard Richter, německý malíř a vizuální umělec
- 1936 – Georg Sterzinsky, německý kardinál († 30. června 2011)
- 1939 – Barry Mann, americký hudební skladatel a hudebník
- 1940 – John Maxwell Coetzee, australský spisovatel, nositel Nobelovy ceny
- 1942
  - Carole King, americká písničkářka
  - Manuel Castells, americký sociolog
- 1943
  - Jonny Nilsson, švédský rychlobruslař, olympijský vítěz († 22. června 2022)
  - Joe Pesci, americký herec, komik a hudebník
  - Joseph Stiglitz, americký ekonom, Nobelova cena 2001
- 1944 – Alice Walker, afroamerická spisovatelka a feministka
- 1945 – Mia Farrowová, americká herečka
- 1946 – Jim Webb, americký politik
- 1947 – Major Harris, americký zpěvák († 9. listopadu 2012)
- 1949 – Paul Hillier, anglický dirigent a pěvec-barytonista
- 1951
  - Jozef Puškáš, slovenský spisovatel-prozaik
  - Rudolf Zajac, slovenský lékař a politik
- 1953
  - Miquette Giraudy, francouzská hudebnice
  - Lawrence Venuti, americký translatolog
- 1954
  - Ulrich Walter, německý vědec a astronaut
  - Kevin Warwick, britský vědec a profesor kybernetiky
- 1955
  - Jimmy Pursey, britský zpěvák
  - Raimundo Pereira, předseda parlamentu Guinea-Bissau
- 1958 – Bill Evans, americký saxofonista
- 1959 – Ali Bongo Ondimba, prezident Gabonské republiky
- 1960 – Peggy Whitsonová, americká biochemička a astronautka
- 1962
  - Zoë Lund, americká herečka a modelka († 16. dubna 1999)
  - Zuzana Tlučková, slovenská herečka, bavička a dabérka
- 1963 – Brian Greene, americký fyzik
- 1964 – Ernesto Valverde, španělský fotbalista a trenér
- 1965
  - Dieter Baumann, německý atlet, běžec na dlouhé tratě
  - Christian Schenk, německý atlet, desetibojař
- 1985 – David Gallagher, americký herec
- 1981 – Tom Hiddleston, britský herec
- 1987
  - Magdalena Neunerová, německá biatlonistka
  - Michael B. Jordan, americký herec
  - Rose Leslie, skotská herečka
- 1988 – Lotte Friisová, dánská plavkyně
- 1990 – Fjodor Smolov, ruský fotbalista
- 1992 – Jan Hojer, německý sportovní lezec
- 1995
  - André Burakovsky, švédský hokejista
  - Nadine Visserová, nizozemská atletka, vícebojařka

## Úmrtí

### Česko
- 1770 – Remedius Prutký, český misionář a cestovatel (* 2. ledna 1713)
- 1818 – Zachariáš Fiegert, architekt a stavitel činný převážně v Praze (* kolem 1744)
- 1874 – Vincenc Bradáč, kněz, odborník na církevní hudbu a politik (* 3. dubna 1815)
- 1881 – Jan Michael Schary, pivovarnický odborník, podnikatel, paleontolog a politik (* 9. června 1824)
- 1893 – Alois Pravoslav Trojan, český právník a politik (* 2. dubna 1815)
- 1899 – Bohuslav Čermák, český knihovník, básník, literární historik (* 31. října 1846)
- 1900 – Ferdinand Deym ze Stříteže, šlechtic a politik (* 21. června 1837)
- 1916 – Hynek Vojáček, český hudební skladatel, pedagog a publicista (* 4. prosince 1825)
- 1918 – Karel Anderle, český amatérský fotograf (* 3. července 1875)
- 1921 – Jan Kříženecký, český fotograf a filmař, průkopník české kinematografie (* 20. března 1868)
- 1930
  - Gabriel Fránek, český skladatel a dirigent (* 13. prosince 1859)
  - Vincent Písek, česko-americký evangelický farář, novinář (* 29. března 1859)
- 1934 – Alfréd Justitz, český malíř (* 19. července 1879)
- 1936 – Ondřej Pukl, český chemik a atlet (* 28. května 1876)
- 1940 – Jakub Dědič, komunistický politik (* 2. listopadu 1883)
- 1941
  - Josef Šejnost, český sochař (* 30. května 1878)
  - Heinrich Fanta, český architekt (* 26. srpna 1877)
- 1942 – Gustav Adolf Procházka, patriarcha Církve československé husitské (* 11. března 1872)
- 1944 – František Žilka, český evangelický teolog a historik (* 1. června 1871)
- 1947 – Ladislav Komorád, legionář, odbojář, hrdina květnového osvobození 1945 (* 23. června 1895)
- 1951 – Míla Kočová, operní pěvkyně (* 10. června 1898)
- 1957 – Bedřich Dubský, český archeolog (* 10. července 1880)
- 1960 – Jaroslav Josef Polívka, český stavební inženýr (* 20. dubna 1886)
- 1961
  - Prokop Maxa, legionář, politik a diplomat (* 28. května 1883)
  - František Kadeřávek, český matematik (* 26. června 1885)
- 1962 – Jan Jína, diplomat a vedoucí politického odboru kanceláře prezidenta Beneše (* 18. září 1890)
- 1969 – Adolf Svoboda, primátor hl. města Praha (* 16. června 1900)
- 1971 – Květoslav Innemann, komunistický politik (* 29. června 1910)
- 1972 – Ludvík Krejčí, český generál (* 17. srpna 1890)
- 1974 – Arnošt Kreuz, fotbalista německé národnosti (* 9. května 1912)
- 1975 – František Nonfried, sochař a keramik (* 8. října 1910)
- 1985 – Jank Křížek, česko-francouzský výtvarník (* 31. července 1919)
- 1988
  - Luděk Forétek, herec (* 27. listopadu 1928)
  - Josef Pajkrt, fotbalista (* 30. května 1923)
- 1990 – Václav Kajdoš, lékař, spisovatel a překladatel (* 13. května 1922)
- 1991 – Miloš Josef Pulec, duchovní české starokatolické církve, folklorista, autor pragensií (* 19. března 1923)
- 1994 – Jarmila Novotná, česká zpěvačka a herečka (* 23. září 1907)
- 1997 – Luboš Pistorius, český divadelní režisér a dramaturg (* 11. prosince 1924)
- 2000 – Jaromír Rubeš, psychoterapeut a psychiatr (* 16. března 1918)
- 2002 – Dobroslav Líbal, historik architektury (* 15. října 1911)
- 2003 – Věra Hrubá, reprezentantka v krasobruslení a po emigraci americká herečka (* 12. července 1919)
- 2005 – Bohumil Houser, účastník protinacistického odboje (* 1. března 1922)
- 2006 – Antonín Procházka, soudce Ústavního soudu (* 10. března 1927)
- 2011 – Prokop Voskovec mladší, český divadelník, básník, esejista a překladatel (* 21. ledna 1942)
- 2012 – Lukáš Přibyl, český televizní redaktor a fotbalový funkcionář (* 19. ledna 1979)
- 2013 – Vladimír Bartoš, lékař, odborník na léčbu nemocí slinivky břišní (* 20. května 1929)
- 2015 – Josef Kolejka, marxistický historik (* 7. března 1924)
- 2019 – Petr Oliva, herec (* 14. února 1943)
- 2021 – Josef Kolmaš, sinolog a tibetolog (* 6. srpna 1933)

### Svět

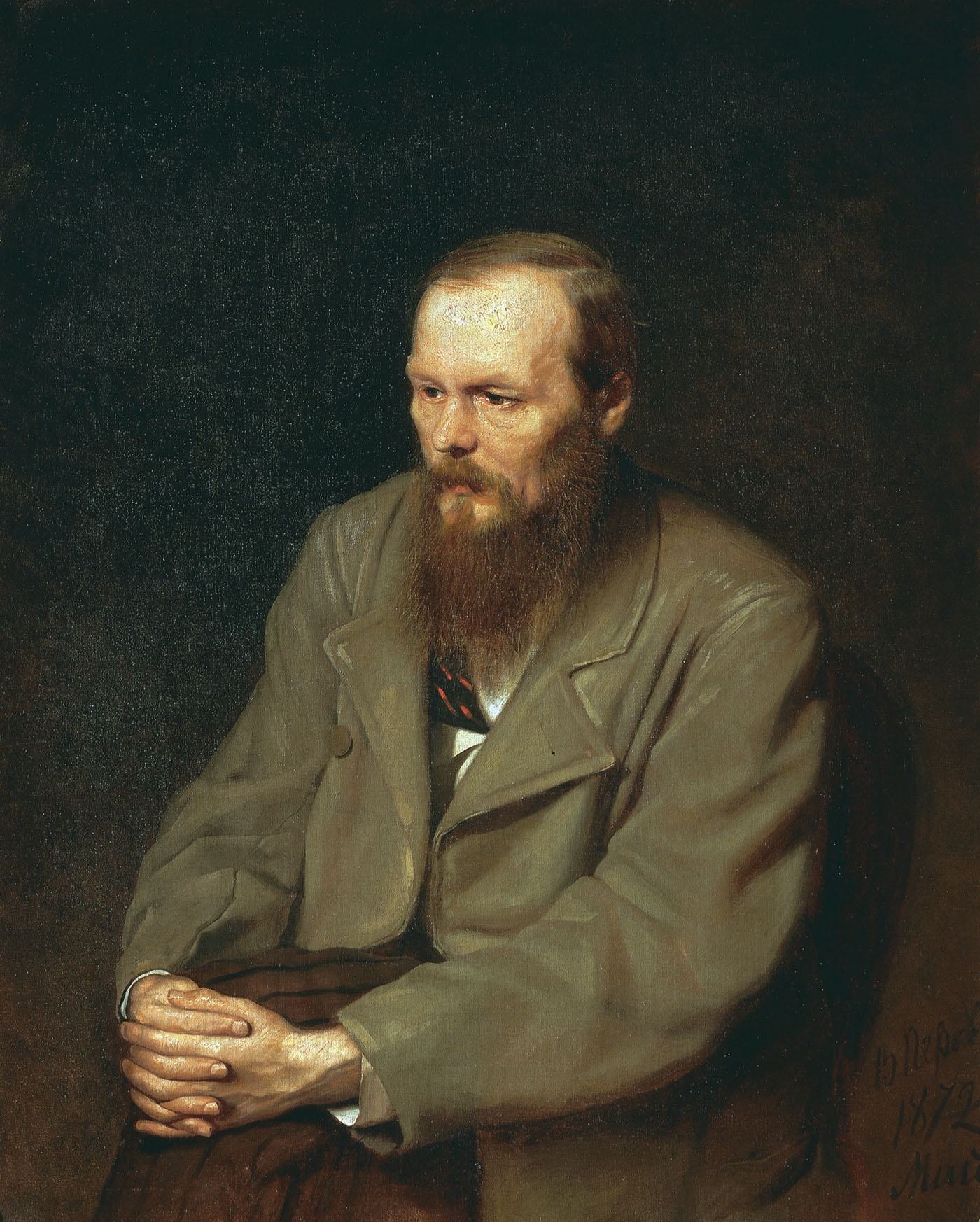
Fjodor Michajlovič Dostojevskij († 1881)

- 0978 – Luitgarda z Vermandois, normandská vévodkyně choť
- 1011 – Bernard I. Saský, saský vévoda z dynastie Billungů (* 950)
- 1199 – Joritomo Minamoto, zakladatel Kamakurského šógunátu (* 9. května 1147)
- 1256 – Alice z Lusignanu, polorodá sestra krále Jindřicha III. (* 1224)
- 1407 – Vilém I. Míšeňský, míšeňský markrabě (* 19. prosince 1343)
- 1633 – Catherine Henriette de Balzac d'Entragues, titulární metresa francouzského krále Jindřicha IV. (* 1579)
- 1640 – Murad IV., osmanský sultán (* 27. července 1612)
- 1670 – Frederik III. Dánský, dánský a norský král (* 18. března 1609)
- 1675
  - Gerrit Dou, nizozemský malíř (* 7. dubna 1613)
  - Ambrosius Brueghel, vlámský barokní malíř (* pokřtěn 10. srpna 1617)
- 1759 – Luisa Henrietta Bourbonská, francouzská princezna královské krve (* 20. červen 1726)
- 1787 – Wilhelm Mac Neven O’Kelly, děkan lékařské fakulty Karlovy univerzity v Praze (* 1713)
- 1811 – Nevil Maskelyne, britský astronom (* 6. října 1732)
- 1824 – Anna Kateřina Emmerichová, německá mystička, vizionářka a stigmatička (* 8. září 1774)
- 1857
  - Dionysios Solomos, řecký básník (* 8. dubna 1798)
  - Johann Georg Hiedler, rakouský tovaryš a oficiálně uznávaný děd Adolfa Hitlera (* pokřtěn 28. února 1792)
- 1866 – Jiří Antonín Thurn-Valsassina, rakouský generál a diplomat (* 3. ledna 1788)
- 1873 – Karolína Augusta Bavorská, rakouská císařovna, manželka Františka I. (* 8. února 1792)
- 1874 – Jules Michelet, francouzský historik (* 21. srpna 1798)
- 1875 – Cecil De Vere, britský šachový mistr (* 14. února 1845)
- 1881 – Fjodor Michajlovič Dostojevskij, ruský spisovatel a filozof (* 11. listopadu 1821)
- 1884 – Salvatore Pappalardo, italský dirigent a hudební skladatel (* 21. ledna 1817)
- 1886 – Winfield Scott Hancock, důstojník Armády Spojených států a demokratický kandidát na prezidenta (* 14. února 1824)
- 1891 – Johan Barthold Jongkind, nizozemský malíř (* 3. června 1819)
- 1894 – Maxime Du Camp, francouzský spisovatel, žurnalista a fotograf (* 8. února 1822)
- 1899 – Gregor Doblhamer, rakouský římskokatolický duchovní a politik (* 26. dubna 1823)
- 1901 – Louis Ménard, francouzský spisovatel, básník a intelektuál (* 19. října 1822)
- 1902
  - Ludwig von Brenner, německý dirigent a hudební skladatel (* 19. září 1833)
  - Alois Karlon, rakouský římskokatolický kněz a politik (* 1. února 1835)
- 1903 – Ivan Ozarkevyč, rakouský řeckokatolický duchovní z Haliče a politik (* 5. července 1826)
- 1905 – Adolf von Menzel, německý malíř (* 8. prosince 1815)
- 1908 – Alois Mackowitz, rakouský politik a poslanec Říšské rady (* 16. října 1846)
- 1916 – Alexandr Ivanovič Vojejkov, ruský cestovatel, geograf a meteorolog (* 20. května 1842)
- 1928 – Michael Brandl, rakouský politik (* 9. ledna 1854)
- 1932 – Paul Neumann, rakouský plavec, lékař, olympijský vítěz (* 13. června 1875)
- 1938 – Axel Paulsen, norský rychlobruslař a krasobruslař (* 18. července 1855)
- 1942 – Lauri Kristian Relander, finský politik (* 31. května 1883)
- 1944 – Walter Heitz, německý generál Wehrmachtu (* 8. prosince 1878)
- 1945 – Emil von Homann, ministr veřejných prací Předlitavska (* 1. září 1862)
- 1957 – Miklós Horthy, rakousko-uherský admirál, meziválečný regent Maďarska (* 18. června 1868)
- 1960
  - Alexandre Benois, ruský scénograf, kostýmní návrhář, malíř a baletní libretista (* 3. května 1870)
  - Giles Gilbert Scott, anglický architekt (* 9. listopadu 1880)
  - Ernő Dohnányi, maďarský hudební skladatel (* 27. července 1877)
- 1961 – Carlos Luz, brazilský politik a prezident (* 4. srpna 1894)
- 1963 – Abdul Karim Kásim, irácký důstojník a politik (* 21. listopadu 1914)
- 1966 – Bruno Ahlberg, finský boxer (* 23. dubna 1911)
- 1972 – Nikolaj Ivanovič Krylov, velitel strategických raketových sil Sovětské armády (* 29. dubna 1903)
- 1977
  - Buddy Johnson, americký klavírista, kapelník a hudební skladatel (* 10. ledna 1915)
  - Sergej Vladimirovič Iljušin, ruský letecký konstruktér (* 30. března 1894)
  - Alia Al-Hussein, jordánská královna a třetí manželka krále Husajna I. (* 25. prosince 1948)
- 1978
  - Herbert Kappler, německý válečný zločinec (* 23. září 1907)
  - Costante Girardengo, italský cyklista (* 18. března 1893)
- 1980 – Charles Fowlkes, americký jazzový saxofonista (* 16. února 1916)
- 1981
  - Franz Andrysek, rakouský vzpěrač, olympijský vítěz (* 8. února 1906)
  - Bill Haley, americký rokenrolový hudebník (* 6. července 1925)
- 1984 – Jurij Vladimirovič Andropov, nejvyšší představitel Sovětského svazu (* 15. června 1914)
- 1988 – Kurt Herbert Adler, rakouský dirigent (* 2. dubna 1905)
- 1989 – Osamu Tezuka, japonský umělec (* 3. listopadu 1928)
- 1991 – Ľudovít Hojný, slovenský fotbalista (* 14. listopadu 1939)
- 1992 – Richard Sedloň, americký malíř (* 6. srpna 1900)
- 1993 – Marian Filc, slovenský krasobruslař (* 16. září 1948)
- 1994 – Howard Martin Temin, americký virolog a genetik, nositel Nobelovy ceny za fyziologii a lékařství (* 10. prosince 1934)
- 1996 – Adolf Galland, velitel německých stíhacích sil (* 19. března 1912)
- 1998 – Maurice Schumann, francouzský politik, novinář a spisovatel (* 10. dubna 1911)
- 1999 – Aleksander Gieysztor, polský historik (* 17. července 1916)
- 2000 – Michal Maximilián Scheer, slovenský architekt (* 7. ledna 1902)
- 2001 – Herbert A. Simon, americký ekonom, Nobelova cena za ekonomii 1978 (* 15. června 1916)
- 2002 – Margaret, hraběnka ze Snowdonu, britská princezna a sestra královny Alžběty II. (* 21. srpna 1930)
- 2003 – Herma Baumová, rakouská olympijská vítězka v hodu oštěpem (* 23. ledna 1915)
- 2005 – František Hoholko, slovenský fotbalista, útočník, záložník a obránce (* 1. května 1947)
- 2006 – Ibolya Csáková, maďarská olympijská vítězka ve skoku do výšky (* 6. ledna 1915)
- 2007 – Ian Richardson, britský herec (* 7. dubna 1934)
- 2008 – Baba Amte, indický aktivista (* 26. prosince 1914)
- 2009 – Orlando „Cachaíto“ López, kubánský jazzový kontrabasista (* 2. února 1933)
- 2012
  - Joe Moretti, skotský kytarista (* 10. května 1938)
  - Dajan Bajanovič Murzin, sovětský důstojník tatarské národnosti (* 12. prosince 1921)
- 2014 – Gabriel Axel, dánský filmový režisér a scenárista (* 18. duben 1918)
- 2018
  - Jóhann Jóhannsson, islandský hudební skladatel (* 19. září 1969)
  - John Gavin, americký herec (* 8. dubna 1931)
- 2020 – Mirella Freniová, italská sopranistka (* 27. února 1935)
- 2021 – Chick Corea, americký jazzový pianista (* 12. června 1941)

## Svátky

### Česko
- Apolena
- Abigail
- Rainald, Rainold, Reginald

### Svět
- USA: Národní den pizzy

### Liturgické svátky
- Sv. Apolena
- Anna Kateřina Emmerichová

## Pranostiky

### Česko
- Svatá Apolenka čítá dříví na polenka.
- Svatá Apolena v mlhu je často zahalena.
- Svatá Apolena bývá v mlze často zahalena

| 9. únor v pražském KlementinuÚdaje jsou platné k 11. 3. 2025. | 9. únor v pražském KlementinuÚdaje jsou platné k 11. 3. 2025. | 9. únor v pražském KlementinuÚdaje jsou platné k 11. 3. 2025. |
| minimum                                                       | denní průměr                                                  | maximum                                                       |
| ------------------------------------------------------------- | ------------------------------------------------------------- | ------------------------------------------------------------- |
| −22,7 °C (1956)                                               | 1,8 °C (od 1961)                                              | 13,5 °C (1856)                                                |